# Liste des présidents d'assemblée parlementaire
Cette page dresse la liste des dirigeants actuels des assemblées parlementaires (ainsi que de quelques assemblées particulières) des 196 États généralement reconnus comme tels (les 193 États-membres des Nations unies, le Vatican, Taïwan et le Kosovo) et de diverses entités (États indépendants de facto, entités secondaires, régions autonomes, etc.).

## États reconnus
| État                             | Assemblée                                     | Nom                                              | Depuis (le)        |
| -------------------------------- | --------------------------------------------- | ------------------------------------------------ | ------------------ |
| Afrique du Sud                   | Conseil national des provinces                | Refilwe Mtsweni-Tsipane                          | 15 juin 2024       |
| Afrique du Sud                   | Assemblée nationale                           | Thoko Didiza                                     | 14 juin 2024       |
| Albanie                          | Assemblée                                     | Lindita Nikolla                                  | 10 septembre 2021  |
| Algérie                          | Conseil de la nation                          | Salah Goudjil                                    | 9 avril 2019       |
| Algérie                          | Assemblée populaire nationale                 | Ibrahim Boughali                                 | 8 juillet 2021     |
| Allemagne                        | Bundesrat                                     | Manuela Schwesig                                 | 1er novembre 2023  |
| Allemagne                        | Bundestag                                     | Bärbel Bas                                       | 26 octobre 2021    |
| Andorre                          | Conseil général                               | Carles Enseñat Reig                              | 26 avril 2023      |
| Angola                           | Assemblée nationale                           | Carolina Cerqueira                               | 16 septembre 2022  |
| Antigua-et-Barbuda               | Sénat                                         | Alincia Williams-Grant                           | 25 juin 2014       |
| Antigua-et-Barbuda               | Chambre des représentants                     | Sir Gerald Watt                                  | 25 juin 2014       |
| Arabie saoudite                  | Assemblée consultative                        | Abdullah ibn Muhammad Al ash-Sheikh              | 28 février 2009    |
| Argentine                        | Sénat                                         | Victoria Villarruel                              | 10 décembre 2023   |
| Argentine                        | Sénat                                         | Bartolomé Abdala (« président provisoire »)      | 13 décembre 2023   |
| Argentine                        | Chambre des députés                           | Martín Menem                                     | 10 décembre 2023   |
| Arménie                          | Assemblée nationale                           | Alen Simonian                                    | 2 août 2021        |
| Australie                        | Sénat                                         | Sue Lines                                        | 26 juillet 2022    |
| Australie                        | Chambre des représentants                     | Milton Dick                                      | 26 juillet 2022    |
| Autriche                         | Conseil fédéral                               | Margit Göll                                      | 1er janvier 2024   |
| Autriche                         | Conseil national                              | Wolfgang Sobotka                                 | 20 décembre 2017   |
| Azerbaïdjan                      | Assemblée nationale                           | Sahiba Qafarova                                  | 10 mars 2020       |
| Bahamas                          | Sénat                                         | Lashell Adderley                                 | 7 octobre 2021     |
| Bahamas                          | Assemblée                                     | Patricia Deveaux                                 | 7 octobre 2021     |
| Bahreïn                          | Conseil consultatif                           | Ali Saleh el-Saleh                               | 15 décembre 2008   |
| Bahreïn                          | Conseil des représentants                     | Ahmed Bin Salman Almusalam                       | 12 décembre 2022   |
| Bangladesh                       | Jatiya Sangsad                                | Shirin Sharmin Chaudhury                         | 30 avril 2013      |
| Barbade                          | Sénat                                         | Reginald Farley                                  | 15 septembre 2020  |
| Barbade                          | Assemblée                                     | Arthur E. Holder                                 | 5 juin 2018        |
| Belgique                         | Sénat                                         | Jean-Paul Wahl                                   | 18 juillet 2024    |
| Belgique                         | Chambre des représentants                     | Peter De Roover                                  | 10 juillet 2024    |
| Belize                           | Sénat                                         | Carolyn Trench Sandiford                         | 11 décembre 2020   |
| Belize                           | Chambre des représentants                     | Valerie Woods                                    | 11 décembre 2020   |
| Bénin                            | Assemblée nationale                           | Louis Vlavonou                                   | 17 mai 2019        |
| Bhoutan                          | Conseil national                              | Sangay Dorji                                     | 10 mai 2023        |
| Bhoutan                          | Assemblée nationale                           | Lungten Dorji                                    | 25 janvier 2024    |
| Biélorussie                      | Conseil de la République                      | Natalia Kotchanova                               | 6 décembre 2019    |
| Biélorussie                      | Chambre des représentants                     | Igor Sergueïenko                                 | 22 mars 2024       |
| Birmanie                         | Chambre des nationalités                      | Poste vacant                                     | Poste vacant       |
| Birmanie                         | Chambre des représentants                     | Poste vacant                                     | Poste vacant       |
| Bolivie                          | Chambre des sénateurs                         | Andrónico Rodríguez                              | 4 novembre 2020    |
| Bolivie                          | Chambre des députés                           | Freddy Mamani Laura                              | 3 novembre 2020    |
| Bosnie-Herzégovine               | Chambre des peuples                           | Kemal Ademović                                   | 16 octobre 2023    |
| Bosnie-Herzégovine               | Chambre des représentants                     | Marinko Čavara                                   | 6 avril 2022       |
| Botswana                         | Assemblée nationale                           | Phandu Skelemani                                 | 5 novembre 2019    |
| Brésil                           | Sénat fédéral                                 | Rodrigo Pacheco                                  | 1er février 2021   |
| Brésil                           | Chambre des députés                           | Arthur Lira                                      | 1er février 2021   |
| Brunei                           | Conseil législatif                            | Abdul Rahman Mohamed Taib                        | 11 février 2015    |
| Bulgarie                         | Assemblée nationale                           | Rosen Zhelyazkov                                 | 19 avril 2023      |
| Burkina Faso                     | Assemblée législative de transition           | Ousmane Bougouma                                 | 11 novembre 2022   |
| Burundi                          | Sénat                                         | Emmanuel Sinzohagera                             | 24 août 2020       |
| Burundi                          | Assemblée nationale                           | Gélase Daniel Ndabirabe                          | 7 août 2020        |
| Cambodge                         | Sénat                                         | Hun Sen                                          | 3 avril 2024       |
| Cambodge                         | Assemblée nationale                           | Khuon Sudary                                     | 22 août 2023       |
| Cameroun                         | Sénat                                         | Marcel Niat Njifenji                             | 12 juin 2013       |
| Cameroun                         | Assemblée nationale                           | Cavayé Yeguié Djibril                            | 31 mars 1992       |
| Canada                           | Sénat                                         | Raymonde Gagné                                   | 12 mai 2023        |
| Canada                           | Chambre des communes                          | Greg Fergus                                      | 3 octobre 2023     |
| Cap-Vert                         | Assemblée nationale                           | Austelino Tavares Correia                        | 19 mai 2021        |
| République centrafricaine        | Assemblée nationale                           | Simplice Sarandji                                | 5 mai 2021         |
| Chili                            | Sénat                                         | José García Ruminot                              | 19 mars 2024       |
| Chili                            | Chambre des députés                           | Karol Cariola                                    | 15 avril 2024      |
| Chine                            | Assemblée nationale populaire                 | Zhao Leji                                        | 10 mars 2023       |
| Chypre                           | Chambre des représentants                     | Anníta Dimitríou                                 | 10 juin 2021       |
| Colombie                         | Sénat                                         | Iván Name                                        | 20 juillet 2023    |
| Colombie                         | Chambre des représentants                     | Andrés Calle                                     | 20 juillet 2023    |
| Comores                          | Assemblée de l'union                          | Moustadroine Abdou                               | 3 avril 2020       |
| République du Congo              | Sénat                                         | Pierre Ngolo                                     | 12 septembre 2017  |
| République du Congo              | Assemblée nationale                           | Isidore Mvouba                                   | 19 août 2017       |
| République démocratique du Congo | Sénat                                         | Modeste Bahati Lukwebo                           | 1er mars 2021      |
| République démocratique du Congo | Assemblée nationale                           | Christophe Mboso N'Kodia Pwanga                  | 3 février 2021     |
| Corée du Nord                    | Assemblée populaire suprême                   | Pak Thae-song                                    | 11 avril 2019      |
| Corée du Sud                     | Assemblée nationale                           | Woo Won-shik                                     | 5 juin 2024        |
| Costa Rica                       | Assemblée législative                         | Rodrigo Arias Sánchez                            | 1er mai 2022       |
| Côte d'Ivoire                    | Sénat                                         | Kandia Camara                                    | 12 octobre 2023    |
| Côte d'Ivoire                    | Assemblée nationale                           | Adama Bictogo                                    | 7 juin 2022        |
| Croatie                          | Parlement                                     | Gordan Jandroković                               | 5 mai 2017         |
| Cuba                             | Assemblée nationale du pouvoir populaire      | Esteban Lazo                                     | 24 février 2013    |
| Danemark                         | Folketing                                     | Søren Gade                                       | 18 novembre 2022   |
| Djibouti                         | Assemblée nationale                           | Dileita Mohamed Dileita                          | 5 mars 2023        |
| Dominique                        | Assemblée                                     | Joseph Isaac                                     | 10 février 2020    |
| Égypte                           | Sénat                                         | Abdel-Wahab Abdel-Razek                          | 18 octobre 2020    |
| Égypte                           | Chambre des représentants                     | Hanafi Ali Gibali                                | 12 janvier 2021    |
| Émirats arabes unis              | Conseil national fédéral                      | Saqr Ghobash                                     | 14 novembre 2019   |
| Équateur                         | Assemblée nationale                           | Henry Kronfle                                    | 17 novembre 2023   |
| Érythrée                         | Assemblée nationale                           | Isaias Afwerki                                   | 24 mai 1993        |
| Espagne                          | Sénat                                         | Pedro Rollán Ojeda                               | 17 août 2023       |
| Espagne                          | Congrès des députés                           | Francina Armengol                                | 17 août 2023       |
| Estonie                          | Riigikogu                                     | Lauri Hussar                                     | 10 avril 2023      |
| Eswatini                         | Sénat                                         | Lindiwe Dlamini                                  | 23 octobre 2018    |
| Eswatini                         | Assemblée de l'Eswatini                       | Jabulani Clement Mabuza                          | 6 octobre 2023     |
| États-Unis                       | Sénat                                         | J. D. Vance                                      | 20 janvier 2025    |
| États-Unis                       | Sénat                                         | Chuck Grassley (président pro tempore)           | 3 janvier 2025     |
| États-Unis                       | Chambre des représentants                     | Mike Johnson                                     | 26 octobre 2023    |
| Éthiopie                         | Chambre de la fédération                      | Agegnehu Teshager                                | 4 octobre 2021     |
| Éthiopie                         | Chambre des représentants des peuples         | Tagesse Chafo                                    | 18 octobre 2018    |
| Fidji                            | Parlement des Fidji                           | Naiqama Lalabalavu                               | 24 décembre 2022   |
| Finlande                         | Parlement                                     | Jussi Halla-aho                                  | 21 juin 2023       |
| France                           | Sénat                                         | Gérard Larcher                                   | 1er octobre 2014   |
| France                           | Assemblée nationale                           | Yaël Braun-Pivet                                 | 28 juin 2022       |
| Gabon                            | Sénat                                         | Paulette Missambo                                | 11 septembre 2023  |
| Gabon                            | Assemblée nationale                           | Jean-François Ndongou                            | 15 septembre 2023  |
| Gambie                           | Assemblée nationale                           | Fabakary Jatta                                   | 17 avril 2022      |
| Géorgie                          | Parlement                                     | Artchil Talakvadzé                               | 25 juin 2019       |
| Ghana                            | Parlement                                     | Alban Bagbin (en)                                | 7 janvier 2021     |
| Grèce                            | Parlement                                     | Konstantínos Tasoúlas                            | 18 juillet 2019    |
| Grenade                          | Sénat                                         | Dessima Williams                                 | 31 août 2022       |
| Grenade                          | Chambre des représentants                     | Leo Cato                                         | 27 mars 2013       |
| Guatemala                        | Congrès de la République                      | Nery Ramos                                       | 19 janvier 2024    |
| Guinée                           | Conseil national de la transition             | Dansa Kourouma                                   | 22 janvier 2022    |
| Guinée-Bissau                    | Assemblée nationale populaire                 | Domingos Simões Pereira                          | 27 juillet 2023    |
| Guinée équatoriale               | Sénat                                         | María Teresa Efua Nsang                          | 12 juillet 2013    |
| Guinée équatoriale               | Chambre des députés                           | Gaudencio Mohaba Mesu                            | 12 juillet 2013    |
| Guyana                           | Assemblée nationale                           | Manzoor Nadir                                    | 1er septembre 2020 |
| Haïti                            | Sénat de la République                        | Poste vacant                                     | Poste vacant       |
| Haïti                            | Chambre des députés                           | Poste vacant                                     | Poste vacant       |
| Honduras                         | Congrès national                              | Luis Redondo                                     | 25 janvier 2022    |
| Hongrie                          | Assemblée nationale                           | László Kövér                                     | 6 août 2010        |
| Îles-Marshall                    | Nitijeļā                                      | Brenson Wase                                     | 3 janvier 2024     |
| Îles-Salomon                     | Parlement national                            | Patteson Oti                                     | 15 mai 2019        |
| Inde                             | Rajya Sabha                                   | Jagdeep Dhankhar                                 | 11 août 2022       |
| Inde                             | Lok Sabha                                     | Om Birla                                         | 19 juin 2019       |
| Indonésie                        | Conseil représentatif des régions             | La Nyalla Mattalitti                             | 2 octobre 2019     |
| Indonésie                        | Chambre des représentants                     | Puan Maharani                                    | 1er octobre 2019   |
| Irak                             | Conseil des représentants                     | Mohamed al-Halbousi                              | 15 septembre 2018  |
| Iran                             | Assemblée consultative islamique              | Mohammad Ghalibaf                                | 28 mai 2020        |
| Irlande                          | Seanad Éireann                                | Jerry Buttimer                                   | 16 décembre 2022   |
| Irlande                          | Dáil Éireann                                  | Seán Ó Fearghaíl                                 | 10 mars 2016       |
| Islande                          | Althing                                       | Birgir Ármannsson                                | 1er décembre 2021  |
| Israël                           | Knesset                                       | Amir Ohana                                       | 29 décembre 2022   |
| Italie                           | Sénat                                         | Ignazio La Russa                                 | 13 octobre 2022    |
| Italie                           | Chambre des députés                           | Lorenzo Fontana                                  | 14 octobre 2022    |
| Jamaïque                         | Sénat                                         | Tom Tavares-Finson                               | 10 mars 2016       |
| Jamaïque                         | Chambre des représentants                     | Marisa Dalrymple-Philibert                       | 15 septembre 2020  |
| Japon                            | Chambre des conseillers                       | Hidehisa Otsuji                                  | 3 août 2022        |
| Japon                            | Chambre des représentants                     | Fukushirō Nukaga                                 | 20 octobre 2023    |
| Jordanie                         | Sénat                                         | Faisal Al-Fayez                                  | 25 octobre 2015    |
| Jordanie                         | Chambre des représentants                     | Ahmed Safadi                                     | 13 novembre 2022   |
| Kazakhstan                       | Sénat                                         | Maulen Ashimbayev                                | 4 mai 2020         |
| Kazakhstan                       | Mäjılıs                                       | Erlan Qoşanov                                    | 1er février 2022   |
| Kenya                            | Sénat                                         | Amason Kingi                                     | 31 août 2017       |
| Kenya                            | Assemblée nationale                           | Moses Wetangula                                  | 8 septembre 2022   |
| Kirghizistan                     | Conseil suprême                               | Nourlanbek Chakiïev                              | 5 octobre 2022     |
| Kiribati                         | Maneaba ni Maungatabu                         | Willie Tokataake                                 | 13 septembre 2024  |
| Kosovo                           | Assemblée du Kosovo                           | Glauk Konjufca                                   | 22 mars 2021       |
| Koweït                           | Assemblée nationale                           | Ahmed Al-Sadoun                                  | 20 juin 2023       |
| Laos                             | Assemblée nationale                           | Saysomphone Phomvihane                           | 22 mars 2021       |
| Lesotho                          | Sénat                                         | Refiloe Mokitimi                                 | 11 juillet 2017    |
| Lesotho                          | Assemblée nationale                           | Tlohang Sekhamane                                | 25 octobre 2022    |
| Lettonie                         | Saeima                                        | Daiga Mieriņa                                    | 20 septembre 2023  |
| Liban                            | Chambre des députés                           | Nabih Berri                                      | 20 octobre 1992    |
| Liberia                          | Sénat                                         | Jeremiah Koung                                   | 22 janvier 2024    |
| Liberia                          | Sénat                                         | Nyonblee Karnga-Lawrence (président pro tempore) | 15 janvier 2024    |
| Liberia                          | Chambre des représentants                     | Johnathan K. Koffa                               | 15 janvier 2024    |
| Libye                            | Chambre des représentants                     | Aguila Salah Issa                                | 5 août 2014        |
| Liechtenstein                    | Landtag                                       | Albert Frick                                     | 27 mars 2013       |
| Lituanie                         | Seimas                                        | Viktorija Čmilytė                                | 13 novembre 2020   |
| Luxembourg                       | Chambre des députés                           | Claude Wiseler                                   | 21 novembre 2023   |
| Macédoine                        | Assemblée                                     | Afrim Gashi                                      | 28 mai 2024        |
| Madagascar                       | Sénat                                         | Richard Ravalomanana                             | 13 octobre 2023    |
| Madagascar                       | Assemblée nationale                           | Christine Razanamahasoa                          | 16 juillet 2019    |
| Malaisie                         | Dewan Negara                                  | Wan Junaidi Tuanku Jaafar                        | 19 juin 2023       |
| Malaisie                         | Dewan Rakyat                                  | Awang Bemee Awang Ali Basah                      | 22 juillet 2024    |
| Malawi                           | Assemblée nationale                           | Catherine Gotani Hara                            | 19 juin 2019       |
| Maldives                         | Conseil du Peuple                             | Abdul Raheem Abdulla                             | 28 mai 2024        |
| Mali                             | Conseil national de la transition             | Malick Diaw                                      | 5 décembre 2020    |
| Malte                            | Chambre des représentants                     | Angelo Farrugia                                  | 6 avril 2013       |
| Maroc                            | Chambre des conseillers                       | Naam Miyara                                      | 9 octobre 2021     |
| Maroc                            | Chambre des représentants                     | Rachid Talbi Alami                               | 9 octobre 2021     |
| Maurice                          | Assemblée nationale                           | Sooroojdev Phokeer                               | 21 novembre 2019   |
| Mauritanie                       | Assemblée nationale                           | Mohamed Ould Meguett                             | 19 juin 2023       |
| Mexique                          | Sénat                                         | Gerardo Fernández Noroña                         | 1er septembre 2024 |
| Mexique                          | Chambre des députés                           | Sergio Gutiérrez Luna                            | 7 octobre 2024     |
| États fédérés de Micronésie      | Congrès                                       | Esmond Moses                                     | 11 mai 2023        |
| Moldavie                         | Parlement                                     | Igor Grosu                                       | 29 juillet 2021    |
| Monaco                           | Conseil national                              | Brigitte Boccone-Pagès                           | 6 octobre 2022     |
| Mongolie                         | Grand Khoural d'État                          | Dashzegviin Amarbayasgalan                       | 2 juillet 2024     |
| Monténégro                       | Parlement                                     | Andrija Mandić                                   | 30 octobre 2033    |
| Mozambique                       | Assemblée de la République                    | Esperança Bias                                   | 13 janvier 2020    |
| Namibie                          | Conseil national                              | Lukas Sinimbo Muha                               | 15 décembre 2020   |
| Namibie                          | Assemblée nationale                           | Peter Katjavivi                                  | 20 mars 2015       |
| Nauru                            | Parlement                                     | Marcus Stephen                                   | 27 août 2019       |
| Népal                            | Assemblée nationale                           | Narayan Prasad Dahal                             | 12 mars 2024       |
| Népal                            | Chambre des représentants                     | Dev Raj Ghimire                                  | 19 janvier 2023    |
| Nicaragua                        | Assemblée nationale                           | Gustavo Porras Cortés                            | 9 janvier 2017     |
| Niger                            | Assemblée nationale                           | Poste vacant                                     | Poste vacant       |
| Nigeria                          | Sénat                                         | Godswill Akpabio                                 | 13 juin 2023       |
| Nigeria                          | Chambre des représentants                     | Tajudeen Abbas                                   | 13 juin 2023       |
| Norvège                          | Storting                                      | Masud Gharahkhani                                | 25 novembre 2021   |
| Nouvelle-Zélande                 | Chambre des représentants                     | Gerry Brownlee (en)                              | 5 décembre 2023    |
| Oman                             | Conseil d'État                                | Abdulmalik Al Khalili                            | 18 août 2020       |
| Oman                             | Conseil consultatif                           | Khalid Al Mawali                                 | 28 octobre 2011    |
| Ouganda                          | Parlement                                     | Anita Among                                      | 25 mars 2022       |
| Ouzbékistan                      | Sénat                                         | Tanzila Narbaeva                                 | 21 janvier 2019    |
| Ouzbékistan                      | Chambre législative                           | Nurdinjon Ismoilov                               | 12 janvier 2015    |
| Pakistan                         | Sénat                                         | Youssouf Raza Gilani                             | 9 avril 2024       |
| Pakistan                         | Assemblée nationale                           | Ayaz Sadiq                                       | 1er mars 2024      |
| Palaos                           | Sénat                                         | Hokkons Baules (en)                              | 19 janvier 2017    |
| Palaos                           | Chambre des délégués                          | Sabino Anastacio                                 | 17 janvier 2013    |
| Panama                           | Assemblée nationale                           | Jaime Vargas                                     | 1er juillet 2023   |
| Papouasie-Nouvelle-Guinée        | Parlement national                            | Job Pomat                                        | 2 août 2017        |
| Paraguay                         | Sénat                                         | Silvio Ovelar Fernández                          | 1er juillet 2023   |
| Paraguay                         | Chambre des députés                           | Raúl Latorre                                     | 1er juillet 2023   |
| Pays-Bas                         | Première Chambre des États généraux           | Jan Anthonie Bruijn                              | 2 juillet 2019     |
| Pays-Bas                         | Seconde Chambre des États généraux            | Martin Bosma                                     | 14 décembre 2023   |
| Pérou                            | Congrès de la République                      | Alejandro Soto Reyes                             | 26 juillet 2023    |
| Philippines                      | Sénat                                         | Migz Zubiri                                      | 25 juillet 2022    |
| Philippines                      | Chambre des représentants                     | Martin Romualdez                                 | 25 juillet 2022    |
| Pologne                          | Sénat                                         | Małgorzata Kidawa-Błońska                        | 13 novembre 2023   |
| Pologne                          | Diète de Pologne                              | Szymon Hołownia                                  | 13 novembre 2023   |
| Portugal                         | Assemblée de la République                    | José Pedro Aguiar-Branco                         | 27 mars 2024       |
| Qatar                            | Conseil consultatif                           | Hassan bin Abdullah al-Ghanem                    | 27 octobre 2021    |
| République dominicaine           | Sénat                                         | Ricardo De Los Santos Polanco                    | 16 août 2023       |
| République dominicaine           | Chambre des députés                           | Alfredo Pacheco                                  | 16 août 2020       |
| République tchèque               | Sénat                                         | Miloš Vystrčil                                   | 19 février 2019    |
| République tchèque               | Chambre des députés                           | Markéta Pekarová Adamová                         | 10 novembre 2021   |
| Roumanie                         | Sénat                                         | Nicolae Ciucă                                    | 13 juin 2023       |
| Roumanie                         | Chambre des députés                           | Alfred-Robert Simonis                            | 15 juin 2023       |
| Royaume-Uni                      | Chambre des lords                             | John McFall (Lord Speaker)                       | 1er mai 2021       |
| Royaume-Uni                      | Chambre des lords                             | Sarah Clarke (Black Rod)                         | 12 février 2018    |
| Royaume-Uni                      | Chambre des communes                          | Lindsay Hoyle                                    | 4 novembre 2019    |
| Russie                           | Conseil de la fédération                      | Valentina Matvienko                              | 21 septembre 2011  |
| Russie                           | Douma d'État                                  | Viatcheslav Volodine                             | 5 octobre 2016     |
| Rwanda                           | Sénat                                         | François-Xavier Kalinda                          | 9 janvier 2023     |
| Rwanda                           | Chambre des députés                           | Gertrude Kazarwa                                 | 14 août 2024       |
| Saint-Christophe-et-Niévès       | Assemblée nationale                           | Lanien Blanchette                                | 25 octobre 2022    |
| Sainte-Lucie                     | Sénat                                         | Alvina Reynolds                                  | 24 novembre 2022   |
| Sainte-Lucie                     | Assemblée                                     | Claudius Francis                                 | 17 août 2021       |
| Saint-Marin                      | Grand Conseil général                         | Alessandro Scarano                               | 1er avril 2023     |
| Saint-Marin                      | Grand Conseil général                         | Adele Tonnini                                    | 1er avril 2023     |
| Saint-Vincent-et-les-Grenadines  | Assemblée                                     | Rochelle Forde                                   | 30 novembre 2020   |
| Salvador                         | Assemblée législative                         | Ernesto Castro                                   | 1er mai 2021       |
| Samoa                            | Assemblée législative                         | Papali'i Li'o Taeu Masipau                       | 24 mai 2021        |
| Sao Tomé-et-Principe             | Assemblée nationale                           | Celmira Sacramento                               | 8 novembre 2022    |
| Sénégal                          | Assemblée nationale                           | Amadou Mame Diop                                 | 12 septembre 2022  |
| Serbie                           | Assemblée nationale                           | Ana Brnabić                                      | 20 mars 2024       |
| Seychelles                       | Assemblée nationale                           | Roger Mancienne                                  | 28 octobre 2020    |
| Sierra Leone                     | Parlement                                     | Abass Bundu                                      | 25 avril 2018      |
| Singapour                        | Parlement                                     | Seah Kian Peng                                   | 2 août 2023        |
| Slovaquie                        | Conseil national                              | Peter Pellegrini                                 | 25 octobre 2023    |
| Slovénie                         | Conseil national                              | Marko Lotrič                                     | 19 décembre 2022   |
| Slovénie                         | Assemblée nationale                           | Igor Zorčič                                      | 5 mars 2020        |
| Somalie                          | Sénat                                         | Abdi Hashi Abdullahi                             | 22 janvier 2017    |
| Somalie                          | Chambre du peuple                             | Cheikh Adan Mohamed Nur                          | 28 avril 2022      |
| Soudan                           | Conseil des États                             | Poste vacant                                     | Poste vacant       |
| Soudan                           | Assemblée nationale                           | Poste vacant                                     | Poste vacant       |
| Soudan du Sud                    | Conseil des États                             | Deng Deng Akon                                   | 2 août 2021        |
| Soudan du Sud                    | Assemblée législative nationale de transition | Jemma Nunu Kumba                                 | 2 août 2021        |
| Sri Lanka                        | Parlement                                     | Mahinda Yapa Abeywardena                         | 20 août 2020       |
| Suède                            | Riksdag                                       | Andreas Norlén                                   | 24 septembre 2018  |
| Suisse                           | Conseil des États                             | Eva Herzog                                       | 4 décembre 2023    |
| Suisse                           | Conseil national                              | Eric Nussbaumer                                  | 4 décembre 2023    |
| Suriname                         | Assemblée nationale                           | Marinus Bee                                      | 15 juillet 2020    |
| Syrie                            | Assemblée du peuple                           | Poste vacant                                     | Poste vacant       |
| Tadjikistan                      | Assemblée nationale                           | Rustam Emomali                                   | 17 avril 2020      |
| Tadjikistan                      | Assemblée des représentants                   | Mahmadtoit Zokirzoda                             | 17 mars 2020       |
| Taïwan                           | Yuan législatif                               | Han Kuo-yu                                       | 1er février 2024   |
| Tanzanie                         | Assemblée nationale                           | Tulia Ackson                                     | 1er février 2022   |
| Tchad                            | Assemblée nationale                           | Poste vacant                                     | Poste vacant       |
| Thaïlande                        | Sénat                                         | Mongkol Surasajja                                | 26 juillet 2024    |
| Thaïlande                        | Chambre des représentants                     | Wan Muhamad Noor Matha                           | 4 juillet 2023     |
| Timor oriental                   | Parlement national                            | Maria Fernanda Lay                               | 22 juin 2023       |
| Togo                             | Assemblée nationale                           | Yawa Djigbodi Tségan                             | 23 janvier 2019    |
| Tonga                            | Assemblée législative                         | Fatafehi Fakafanua                               | 18 décembre 2017   |
| Trinité-et-Tobago                | Sénat                                         | Nigel de Freitas                                 | 19 janvier 2023    |
| Trinité-et-Tobago                | Chambre des représentants                     | Bridgid Annisette-George                         | 23 septembre 2015  |
| Tunisie                          | Conseil national des régions et des districts | Imed Derbali                                     | 19 avril 2024      |
| Tunisie                          | Assemblée des représentants du peuple         | Brahim Bouderbala                                | 13 mars 2023       |
| Turkménistan                     | Assemblée                                     | Dünýägözel Gulmanowa                             | 6 avril 2023       |
| Turquie                          | Grande Assemblée nationale                    | Numan Kurtulmuş                                  | 7 juin 2023        |
| Tuvalu                           | Parlement                                     | Iakoba Italeli                                   | 27 février 2024    |
| Ukraine                          | Rada                                          | Rouslan Stefantchouk                             | 8 octobre 2021     |
| Uruguay                          | Sénat                                         | Beatriz Argimón                                  | 1er mars 2020      |
| Uruguay                          | Chambre des représentants                     | Martín Lema                                      | 15 février 2020    |
| Vanuatu                          | Parlement                                     | Seoule Simeon                                    | 15 juin 2021       |
| Vatican                          | Commission pontificale                        | Fernando Vérgez Alzaga                           | 1er octobre 2021   |
| Venezuela                        | Assemblée nationale                           | Jorge Rodríguez                                  | 5 janvier 2020     |
| Viêt Nam                         | Assemblée nationale                           | Vương Đình Huệ                                   | 31 mars 2021       |
| Yémen                            | Conseil consultatif                           | Ahmed ben Dagher                                 | 16 janvier 2021    |
| Yémen                            | Chambre des représentants                     | Sultan al-Burkani                                | 13 avril 2019      |
| Zambie                           | Assemblée nationale                           | Nelly Mutti                                      | 3 septembre 2021   |
| Zimbabwe                         | Sénat                                         | Mabel Chinomona                                  | 11 septembre 2018  |
| Zimbabwe                         | Assemblée nationale                           | Jacob Mudenda                                    | 3 septembre 2013   |

## États non reconnus
| Entité                | Assemblée                      | Nom                        | Depuis (le)       |
| --------------------- | ------------------------------ | -------------------------- | ----------------- |
| Abkhazie              | Assemblée du peuple            | Lasha Ashuba               | 12 avril 2022     |
| Chypre du Nord        | Assemblée de la République     | Zorlu Töre                 | 7 mars 2022       |
| Ossétie du Sud-Alanie | Parlement                      | Alan Alborov               | 15 septembre 2022 |
| Palestine             | Conseil législatif palestinien | Abdel Aziz Doweik          | 18 février 2006   |
| Sahara occidental     | Conseil national sahraoui      | Hamma Salama               | 16 mars 2020      |
| Somaliland            | Chambre des Anciens            | Suleiman Mahmud Adam       | 28 août 2004      |
| Somaliland            | Chambre des représentants      | Abdirizak Khalif           | 3 août 2021       |
| Tibet                 | Parlement tibétain en exil     | Lopon Khenpo Sonam Tenphel | 8 octobre 2021    |
| Transnistrie          | Conseil suprême                | Aleksander Korshunov       | 6 février 2019    |

## Parlements supranationaux
| Entité                                                                       | Assemblée                                        | Nom                                            | Depuis (le)      |
| ---------------------------------------------------------------------------- | ------------------------------------------------ | ---------------------------------------------- | ---------------- |
| Afrique (Union africaine)                                                    | Parlement panafricain                            | Fortune Z. Charumbira                          | 29 juin 2022     |
| Afrique de l’Est (Communauté d’Afrique de l’Est)                             | Assemblée législative est-africaine              | Joseph Ntakirutimana (Burundi)                 | 20 décembre 2022 |
| Afrique de l'Ouest (Communauté économique des États de l’Afrique de l’Ouest) | Parlement                                        | Mohamed Tunis (Sierra Leone)                   | 9 mars 2020      |
| Amérique centrale                                                            | Parlement centraméricain (PARLACEN)              | Silvia García Polanco (République dominicaine) | 28 octobre 2023  |
| Amérique latine                                                              | Parlement latino-américain                       | Rolando González Patricio (Cuba)               | 10 décembre 2023 |
| Communauté andine                                                            | Parlement andin                                  | Cristina Reyes (Colombie)                      | 14 juillet 2023  |
| Conseil de l'Europe                                                          | Assemblée parlementaire (APCE)                   | Theódoros Roussópoulos (Grèce)                 | 24 janvier 2024  |
| Ligue arabe                                                                  | Parlement arabe                                  | Adel Al Asoomi (Bahreïn)                       | octobre 2020     |
| Méditerranée                                                                 | Assemblée parlementaire de la Méditerranée (APM) | Enaam Mayara (Maroc)                           | 2 mars 2023      |
| Mercosur                                                                     | Parlement du Mercosur                            | Mario Colman (Uruguay)                         | 26 juin 2023     |
| Organisation pour la sécurité et la coopération en Europe (OSCE)             | Assemblée parlementaire de l'OSCE                | Pia Kauma (Suède)                              | 4 juillet 2023   |
| Union européenne                                                             | Parlement européen                               | Roberta Metsola (Malte)                        | 11 janvier 2022  |

## Parlements infranationaux
| Entité                              | Assemblée                     | Nom                         | Depuis (le)       |
| ----------------------------------- | ----------------------------- | --------------------------- | ----------------- |
| Açores                              | Assemblée législative         | Luís Garcia                 | 16 novembre 2020  |
| Îles Åland                          | Lagting                       | Ingrid Zetterman            | 3 novembre 2023   |
| Anguilla                            | Assemblée                     | Barbara Webster-Bourne      | 17 juillet 2020   |
| Aruba                               | États                         | Edgard Vrolijk              | 8 juillet 2021    |
| Azad Cachemire                      | Assemblée législative         | Chaudhry Latif Akbar        | 3 juin 2023       |
| Bavière                             | Landtag                       | Ilse Aigner                 | 5 novembre 2018   |
| Bermudes                            | Sénat                         | Joan Dillas-Wright          | 2017              |
| Bermudes                            | Assemblée                     | Dennis Lister               | 8 septembre 2017  |
| Région de Bruxelles-Capitale        | Parlement                     | Rachid Madrane              | 18 juillet 2019   |
| Catalogne                           | Parlement de Catalogne        | Anna Erra                   | 9 juin 2023       |
| Communauté française de Belgique    | Parlement                     | Rudy Demotte                | 17 septembre 2019 |
| Communauté germanophone de Belgique | Parlement                     | Karl-Heinz Lambertz         | 26 juin 2014      |
| Îles Cook                           | Parlement                     | Tai Tura                    | 22 mars 2021      |
| Corse                               | Assemblée                     | Marie-Antoinette Maupertuis | 1er juillet 2021  |
| Crimée                              | Conseil d'État                | Vladimir Konstantinov       | 17 mars 2014      |
| Curaçao                             | États                         | Charetti America-Francisca  | 11 mai 2021       |
| Écosse                              | Parlement                     | Alison Johnstone            | 13 mai 2021       |
| Îles Féroé                          | Løgting                       | Bjørt Samuelsen             | 22 décembre 2022  |
| Flandre                             | Parlement                     | Liesbeth Homans             | 2 octobre 2019    |
| Gagaouzie                           | Assemblée populaire           | Dmitri Constantinov         | 6 février 2022    |
| Galice                              | Parlement                     | Miguel Ángel Santalices     | 26 janvier 2015   |
| Pays de Galles                      | Parlement                     | Elin Jones                  | 11 mai 2016       |
| Gibraltar                           | Parlement                     | Karen Ramagge Prescott      | 10 novembre 2023  |
| Groenland                           | Inatsisartut                  | Hans Enoksen                | 23 avril 2021     |
| Hong Kong                           | Conseil législatif            | Andrew Leung                | 12 octobre 2016   |
| Îles Turques-et-Caïques             | Assemblée                     | Gordon Burton               | 5 mars 2021       |
| Irlande du Nord                     | Assemblée                     | Edwin Poots                 | 3 février 2024    |
| Kurdistan irakien                   | Parlement                     | Rewaz Fayeq                 | 11 juillet 2019   |
| Laponie finlandaise                 | Parlement sami                | Tuomas Aslak Juuso          | 28 février 2020   |
| Laponie norvégienne                 | Parlement sami                | Silje Karine Muotka         | 12 octobre 2021   |
| Laponie suédoise                    | Parlement sami                | Daniel Holst                | 2021              |
| Macao                               | Assemblée législative         | Kou Hoi In                  | 17 juillet 2019   |
| Madère                              | Assemblée législative         | José Manuel Rodrigues       | 15 octobre 2019   |
| Île de Man                          | Tynwald et Conseil législatif | Laurence Skelly             | 20 juillet 2021   |
| Île de Man                          | Chambre des Clefs             | Juan Watterson              | 27 septembre 2016 |
| Malouines                           | Assemblée législative         | Keith Biles                 | 27 février 2009   |
| Mariannes-du-Nord                   | Sénat                         | Edith DeLeon Guerrero       | 9 janvier 2023    |
| Mariannes-du-Nord                   | Chambre des représentants     | Edmund Villagomez           | 13 juillet 2021   |
| Niévès                              | Assemblée                     | Farrel Smithen              | 27 mars 2013      |
| Niue                                | Parlement                     | Hima Douglas                | 11 juin 2020      |
| Nouvelle-Calédonie                  | Sénat coutumier               | Victor Gogny                | 17 janvier 2023   |
| Nouvelle-Calédonie                  | Congrès                       | Roch Wamytan                | 24 mai 2019       |
| Pays basque                         | Parlement                     | Bakartxo Tejeria            | 20 novembre 2012  |
| Polynésie française                 | Assemblée                     | Antony Géros                | 11 mai 2023       |
| Porto Rico                          | Sénat                         | José Luis Dalmau            | 2 janvier 2021    |
| Porto Rico                          | Chambre des représentants     | Tatito Hernández            | 2 janvier 2021    |
| Québec                              | Assemblée nationale           | Nathalie Roy                | 29 novembre 2022  |
| République serbe de Bosnie          | Assemblée nationale           | Nenad Stevandić             | 15 novembre 2022  |
| Saint-Martin (Sud)                  | États                         | Sarah Wescot-Williams       | 12 février 2024   |
| Tobago                              | Assemblée                     | Abby Taylor                 | 9 décembre 2021   |
| Îles Vierges des États-Unis         | Législature                   | Novelle Francis             | 9 janvier 2023    |
| Îles Vierges britanniques           | Assemblée                     | Corine George-Massicote     | 26 mai 2022       |
| Voïvodine                           | Assemblée                     | Momo Čolaković              | 6 novembre 2023   |
| Wallis-et-Futuna                    | Assemblée territoriale        | Munipoese Muli'aka'aka      | 25 mars 2022      |
| Wallonie                            | Parlement                     | André Frédéric              | 21 décembre 2022  |
| Zanzibar                            | Chambre des représentants     | Zubeir Ali Maulid           | 20 mars 2016      |